# Chen Yibing
Chen Yibing   (Tianjin, 19 de desembre de 1984) és un gimnasta xinès, ja retirat, que va competir a començaments del segle XXI i considerat com un dels millors especialistes en anelles de la història.
El 2008 va prendre part en els Jocs Olímpics d'Estiu de Pequín, on disputà set proves del programa de gimnàstica. Guanyà la medalla d'or en el concurs per equips i la prova d'anelles, mentre en les altres proves quedà eliminat en sèries. Quatre anys més tard, als Jocs de Londres, revalidà la medalla d'or en el concurs per equips, mentre en la prova d'anelles guanyà la de plata.
En el seu palmarès també destaquen vuit medalles d'or en el Campionat del Món de gimnàstica artística, quatre d'elles en anelles, i quatre d'or en els Jocs Asiàtics.